# خوسيه إنريكي مانيكا
خوسيه إنريكي مانيكا (بالإسبانية: José Enrique Manica)‏ هو لاعب كرة قدم مكسيكي في مركز الدفاع، ولد في 27 مارس 1993.